# Liste des catholicos arméniens d'Aghtamar
Cet article est une liste des catholicos du catholicossat arménien d'Aghtamar (fondé en 1113 et disparu en 1895).

## Catholicos arméniens d'Aghtamar
- 1113-1161/1165 : David Ier Thornikian[1] ;
- 1161/1165/1185/1190 : Stéphanos Ier Alouz, son frère[2] ;

.../...
- mort en 1276: Stéphanos II de Nkaren ;
- 1288-1292 : Stéphanos III Séfédinian, fils de Séfefddin Arkayoun et de Marie fille de Khédénik, arrière-petit-fils de Stéphanos Ier[2] ;
- 1293-1336 : Zacharie Ier Séfédinian, son frère[2] ;
- 1336-1346 : Stéphanos IV Séfédinian, son neveu (fils de sa sœur)[2] ;
- 1346-1368 : David II Séfédinian, fils d'Amr Gourgen et cousin de Stéphanos IV[3] ;
- 1369-1378 : Nersès Ier Polad ;
- 1378-1393 : Zacharie II le Martyr, neveu de David II[4] ;
- 1393-1395 : Nersès II ;
- 1395-1433 : David III d'Aghtamar, frère de Zacharie II[4] ;
- 1434-1464 : Zacharie III, coadjuteur en 1419, anti catholicos d'Etchmiadzin (1461-1462), peut-être petit-neveu de David II[4] ;
- 1464-1487 : Stéphanos V Gurdjibéguian, anti-catholicos d'Etchmiadzin (1467-1468), peut-être son neveu[4] ;
- 1487-1489 : Nersès III Gurdjibéguian[4] ;
- 1489-1495 : Zacharie IV[4] ;
- 1496-1510 : Atom ou Adam[4] ;
- 1510-1534 : Grégoire Ier d'Aghtamar, neveu de Zacharie IV[4] ;
- 1542-1612 : Grégoire II Le Jeune[4] ;
- vers 1612 : Stéphanos VI ;
- mort en 1661 : Garabed Ier ;
- 1652-1663 : Martyros Ier de Moks ;
- 1669-1683 : Hovhannès Ier ;
- 1683-1698 : Thomas Ier Doghlanbéguian ;
- 1698-1698 : Sahak Ier d'Artzké ;
- 1698-1701 : Hovhannès II ;
- vers 1705 : Haïrapet Ier Verdanessian ;
- vers 1711 : Grégoire III de Gavache ;
- vers 1720 : Hovhannès III de Haïotz Dzor ;
- ???? : Thomas II d'Amuk ;
- ???? : Ghazar Ier de Moks ;
- ???? : Grégoire IV de Hizan ;
- 1735-1736 : Paghtasar Ier de Bitlis ;
- ???? : Sahak II d'Albac ;
- mort en 1738 : Hakob Ier d'Amid ;
- 1738-1751 : Nicolas Ier de Sparkert ;
- 1751-1762 : Grégoire V ;
- 1762-1783 : Thomas III d'Aghtamar ;
- 1783-1787 : Garabed II de Van ;
- 1788-1791 : Markos Ier de Chatak ;
- ???? : Hovhannès IV Sparkert ;
- 1792-1794 : Théodoros Ier ;
- vers 1796 : Michael Ier ;
- ????-1803 : Garabed III de Chatak ;
- 1803-1814 : Khatchadour Ier le Thaumaturge ;
- 1814-1816 : Garabed III de Chatak, rétabli ;
- 1816-1823 : Harouthioum Ier de Taraun ;
- 1825-1843 : Hovhannès V de Chatak ;
- 1844-1851 : Khatchadour II de Moks ;
- 1859-1864 : Petros Ier Bulbulian ;
- 1864-1895 : Khatchadour III Chiroian.

Le catholicossat d'Aghtamar disparaît en 1895.